# Тальников, Владимир Михайлович
Владимир Михайлович Тальников (7 августа 1926 года, Ростов-на-Дону) — писатель и поэт, публицист, коллекционер.Участник Великой Отечественной войны, подполковник в отставке, артиллерист, член КПСС (1946). Член Союза писателей Дона — войсковой старшина, член Международного союза славянских журналистов. Лауреат Шолоховский премии.

## Биография
Родился 7 августа 1926 года в городе Ростове-на-Дону, в рабочей семье. В четырнадцать лет вступил в комсомол.
Когда началась Великая Отечественная война Владимиру Тальникову было пятнадцать лет, подал заявление в артиллерийскую спецшколу, участник Великой Отечественной войны.
В 1946 году окончил Севастопольское зенитно-артиллерийское училище в Уфе, служил в армии до 1968 года, вышел в отставку в звании майора.
Награждён медалями «За победу над Германией» (1945) и «За боевые заслуги» (1964). Член КПСС с 1946 года.
Затем учился на историко-филологическом факультете Ростовского государственного университета, который окончил в 1960 году.
Литературной деятельностью занимается с 1950 года, первый его рассказ «Мастерство артиллеристов» был опубликован в газете «На боевом посту», также он является автором книг: «Судьба — в пути», «Зажигаю мыслей свечи», «Створки памяти», «Тихий дед Евтихий», «Рождённый в год Тигра под знаком Льва», «Сказание о чеченской войне», сборник стихов «Я не умею жить наполовину» и другие. В настоящее время Владимир Михайлович Тальников работает над автобиографической книгой «Раздумья на десятом десятке лет».
Хобби — коллекционер, он коллекционирует значки времён СССР, почтовые открытки, ракушки, деньги и календарики, также собрал коллекцию из 15 тысяч пуговиц.
Почётный член Ассоциации выпускников Южного федерального университета, он передал в дар библиотеке ЮФУ коллекцию из 100 книг о князьях, царях и императорах России.
Проживает в городе Ростове-на-Дону вместе со своей супругой Ниной Степановной.